# Johann Peter Emilius Hartmann

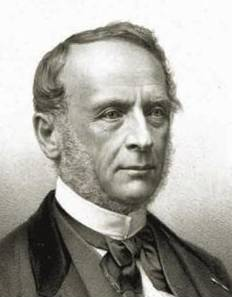
Johann Peter Emilius Hartmann

Johann Peter Emilius Hartmann (* 14. Mai 1805 in Kopenhagen; † 10. März 1900 ebenda) war ein dänischer Komponist der Musik der Romantik.

## Leben
Hartmann stammte aus einer deutschstämmigen Musikerfamilie. Sein Großvater war der aus Glogau stammende Komponist Johann Ernst Hartmann (1726–1793). Sein Vater, August Wilhelm Hartmann (1775–1850), war Komponist, Violinist und Organist in Kopenhagen. Von ihm erhielt Johann Peter Emilius Hartmann den ersten Musikunterricht, er war aber weitgehend Autodidakt. Auf Wunsch seines Vaters widmete er sich dem Studium der Rechte und bekleidete von 1829 bis 1870 auch Staatsämter. Nachdem er ab 1824 als Organist an der Kopenhagener Garnisonkirche tätig gewesen war, debütierte er 1832 als Komponist mit der Oper Ravnen (dt. Der Rabe oder Die Bruderprobe), die auf einem Libretto von Hans Christian Andersen basierte. 1836 unternahm er seine erste Studienreise nach Deutschland und Frankreich, während der er mit Frédéric Chopin, Gioachino Rossini, Luigi Cherubini und Louis Spohr Kontakte knüpfte. Neben dem dänischen Komponisten Christoph Ernst Friedrich Weyse wurde Spohr Hartmanns bedeutendster Mentor. Weitere Reisen – wiederum vor allem nach Deutschland – folgten in den darauf folgenden Jahren und erlaubten ihm, Bekanntschaft u. a. mit Felix Mendelssohn Bartholdy, Robert Schumann oder Johannes Brahms zu schließen. Ebenfalls im Jahre 1836 gründete Hartmann den Dänischen Musikverein, dessen Vorsitzender er bis an sein Lebensende blieb. 1843 wechselte er von der Garnisonskirche an die Kopenhagener Frauenkirche, an der er den Organistenposten erhielt und diesen bis zu seinem Tod innehatte. Im selben Jahr wurde er Leiter des Studentengesangsvereins. Auch dieses Amt bekleidete er bis an sein Lebensende. Hartmann, der selbst ab 1827 an der Königlichen Gesangsschule des Hoftheaters – der Vorgängerinstitution – bei Giuseppe Siboni unterrichtet hatte, wurde 1867, zusammen mit Niels Wilhelm Gade und dem Kapellmeister Holger Simon Paulli, Direktor des neu gegründeten Kopenhagener Musikkonservatoriums.

## Familie
In erster Ehe war J. P. E. Hartmann ab 2. Dezember 1829 verheiratet mit Emma, geb. Zinn (1807–1851), die ebenfalls komponierte, ihre Lieder aber unter Pseudonym („Frederik Palmer“) herausgab. Von ihren 10 Kindern starben vier als Kleinkind. Schwiegersöhne waren die Komponisten Niels Wilhelm Gade und August Winding; der Sohn Emil Hartmann war ebenfalls ein anerkannter Komponist. Urenkel Hartmanns sind der Komponist  Niels Viggo Bentzon und der belgische Komponist Jean-Pierre Waelbroeck (* 1954). Der dänische Regisseur Lars von Trier (* 1956) erfuhr von seiner Mutter kurz vor ihrem Tod im Jahr 1995, dass er ebenfalls ein Nachkomme von Johann Peter Emilius Hartmann ist, da sein leiblicher Vater der ehemalige Arbeitgeber Fritz Michael Hartmann sei.

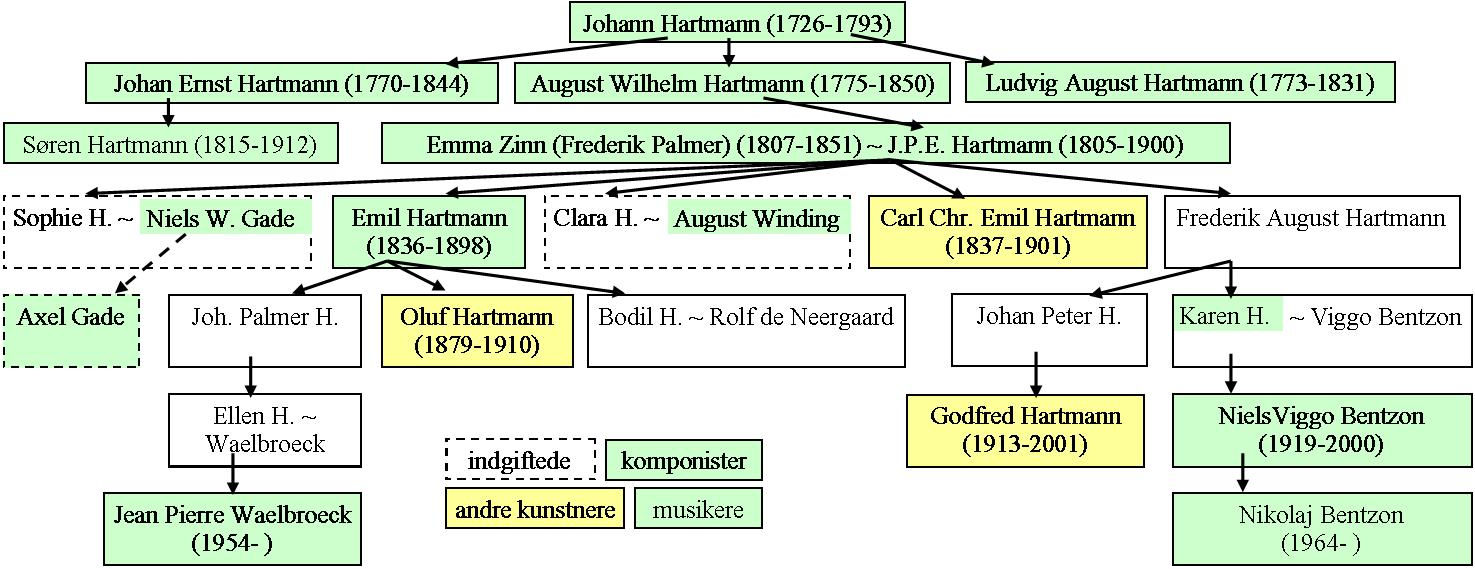
Stammbaum der Familie Hartmann

## Stil

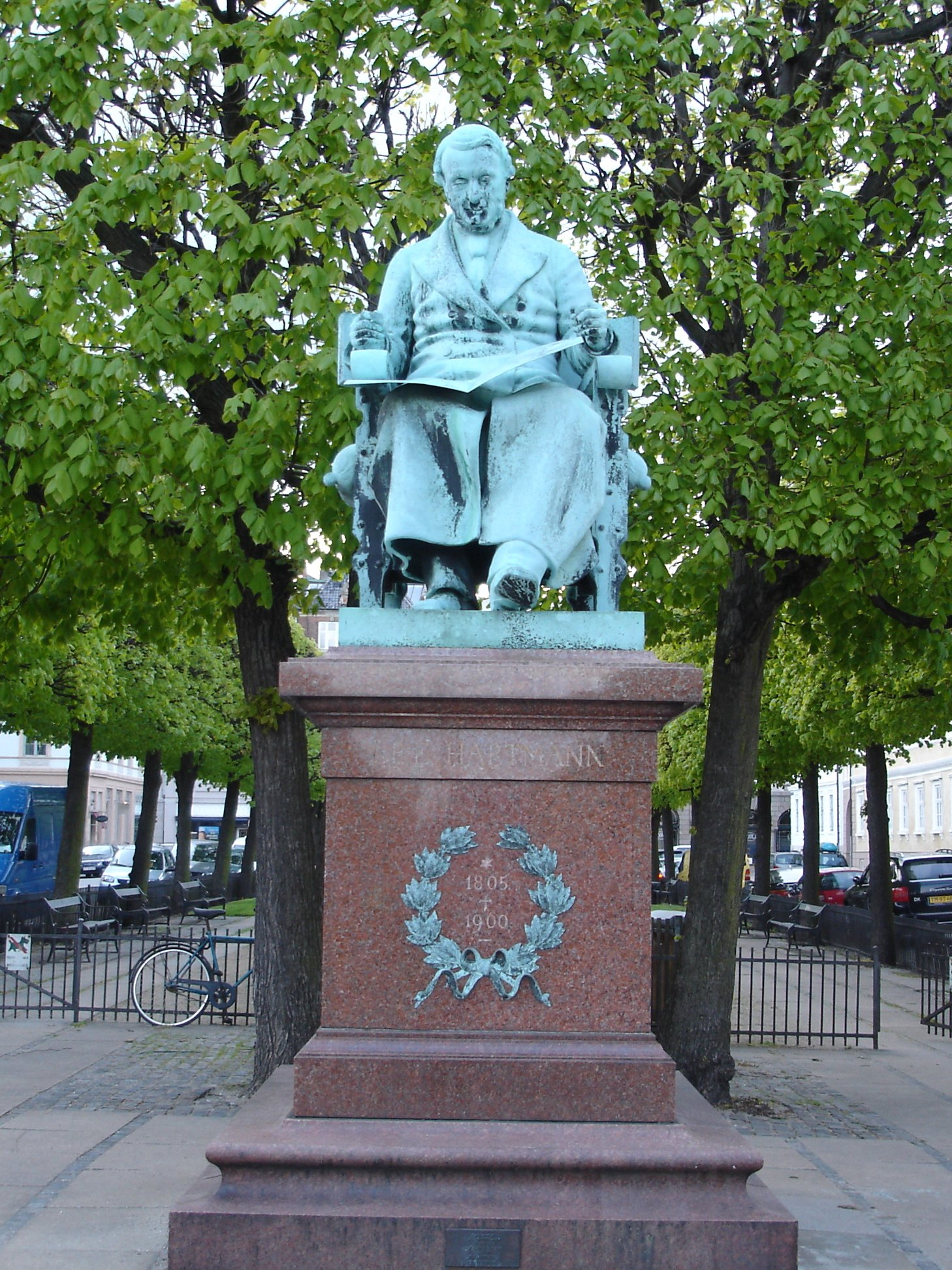
Denkmal Hartmanns in Kopenhagen

Fast alle Arbeiten Hartmanns zeichnen sich durch künstlerischen Ernst, dramatische Vitalität und namentlich durch nationales Kolorit aus und haben demzufolge im Vaterland des Künstlers reichen Beifall gefunden. Der nordische Tonfall manifestiert sich besonders in volksliedhafter Thematik, modalen Wendungen und einem tendenziell eher dunklen Klang. Diese Eigenschaften treten etwa ab den 1830er Jahren immer deutlicher zu Tage. Das Kompositionshandwerk beherrscht er meisterhaft; sowohl Form als auch thematische Arbeit lassen eine große Souveränität erkennen. Charakteristisch für Hartmann ist eine eher klassizistische Grundhaltung, die manchmal an Felix Mendelssohn Bartholdy gemahnt, oder mit Robert Schumanns Musik verwandt ist. Die Qualität seiner Werke ist insgesamt hoch. Sein Einfluss auf die nachfolgende Komponistengeneration – sowie Edvard Grieg, Peter Erasmus Lange-Müller oder Carl Nielsen – soll nicht unterschätzt werden.

## Werke (Auswahl)
- Orchesterwerke
  - Symphonie Nr. 1 g-Moll op. 17 (1835) HartW 28
  - Symphonie Nr. 2 E-Dur op. 48 (1847/48) HartW 29
  - Ouvertüren zu Tragödien von Adam Oehlenschläger:
    - Axel og Valborg op. 57 (1856) HartW 40
    - Corregio op. 59 (1858) HartW 41
    - Yrsa op. 78 (1883) HartW 22

  - Bühnenmusiken, u. a.
    - Undine op. 33 (Carl Borgaard) (1842)
    - Hakon Jarl op. 40 (Adam Oehlenschläger) (1844/57)
    - Dante op. 85 (1888)
- Opern
  - Raven (Der Rabe) op. 12 (1830–32), Libretto: Hans Christian Andersen
  - Korsarerne (Der Korsar) op. 16 (1832–35), Libretto: Henrik Hertz
  - Liden Kirsten (Klein Kirsten) op. 44 (1844–46), Libretto: Hans Christian Andersen
- Ballette
  - Valkyrien (Die Walküre) op. 62 (1860/61)
  - Thrymskviden op. 67 (1867/68)
  - Arcona op. 72 (1873–75)
- Andere Vokalmusik
  - zahlreiche Kantaten
  - Guldhornene (Die Goldhörner), Melodram op. 11 nach Adam Oehlenschläger (1832)
  - Chöre
  - Lieder
- Kammermusik
  - Violinsonate Nr. 1 g-Moll op. 8 (1826)
  - Violinsonate Nr. 2 C-Dur op. 39 (1844)
  - Violinsonate Nr. 3 g-Moll op. 83 (1886)
  - Flötensonate B-Dur op. 1 (1825)
- Klaviermusik
  - Sonate Nr. 1 d-Moll op. 34 (1841)
  - Sonate Nr. 2 F-Dur (1853)
  - Sonate Nr. 3 a-Moll op. 80 (1876–83)
  - kleinere Stücke
- Orgelmusik
  - Sonate g-Moll op. 58 (1855)
  - Fantasie f-Moll op. 20 (1837)
  - Fantasie a-Moll
  - Trauermarsch für Thorvaldsen (Orgel und Blechbläser)
  - Trauermarsch für Oehlenschläger (1850) Orgel und Blechbläser
  - Eröffnungsmusik zum Universitätsjubiläum 1879 (Orgel und Blechbläser)